# Międzypokoleniowa transmisja przemocy
Międzypokoleniowa transmisja przemocy (także: dziedziczenie przemocy, ang. IVT, intergenerational violence transmission) – dziedziczenie wzorców stosowania przemocy, przy założeniu, że doświadczana w dzieciństwie ze strony rodziców przemoc domowa (ewentualnie obserwacja w tym wieku przemocy pomiędzy rodzicami) zwiększa prawdopodobieństwo stosowania przemocy w rodzinie w wieku dorosłym. 

## Charakterystyka zjawiska
Koncepcja powyższych zachowań wypływa z teorii społecznego uczenia się autorstwa Alberta Bandury, jak również z zasad socjalizacji pierwotnej. Zakłada, że dziecko, obserwując wzorce społecznego działania, zwłaszcza sposoby rozwiązywania konfliktów, uczy się tego i następnie wdraża wyuczone zachowania w życiu. Dowiedziono też, że wzory przemocy są generalizowane – doświadczenia konkretnych form przemocy są więc w dorosłym życiu stosowane wraz z innymi jej formami. Większość badań naukowych potwierdza tezę, która mówi, że osoby doświadczające w dzieciństwie przemocy częściej stosują ją same w dorosłości. Przedmiotem sporów jest jednak zakres roli, jaką w powyższym procesie odgrywa dziedziczenie. Według różnych źródeł i w zależności od zastosowanych metod badawczych ustalono, że wśród sprawców przemocy, w dzieciństwie doświadczyło jej od około 20 do około 80 procent osób. Osoby, wobec których stosowano w dzieciństwie kary fizyczne przy jednoczesnym przeprowadzaniu rozmów uświadamiających i wychowawczych są mniej skłonne do stosowania przemocy. Podobnie jest z osobami, które oprócz kar doświadczały także miłości i emocjonalnego wsparcia od rodziców. W tych przypadkach kary odbierane są jako incydenty, wyjątki, czy odstępstwa od normalności, nie zaś wzorce wychowawcze. Osoby pochwalające brutalne metody wychowawcze stosowane wobec nich w dzieciństwie, sami chętniej je stosują od osób, które te doświadczenia oceniają jako negatywne. 43% ludzi karanych fizycznie jako dzieci uznało, że kary te „wyszły im na dobre” (badania Moniki Sajkowskiej z 2009). 